# 黃油蟹
黃油蟹主要來自香港后海灣及珠三角一帶，農曆五月端午節開始至八月前都是黃油蟹的佳節。黃油蟹都是母的膏蟹，其實黃油蟹本身是病蟹，蟹膏/黃不能凝固，不過經過這些年來海鮮業界及媒體吹捧，已經被人誤會是太陽曬溶。
黃油蟹中，最頂級的，是由頂角膏蟹所油化而成的「足油」蟹，若不及頂角的花膏，仍是黃油蟹，只是本身油質不足，是為「水油」蟹。論生產方式，又分「海黃油」、「基圍油」和「塘油蟹」等。

## 煮法
黃油蟹貴在黃油，在不能流失黃油的大前提底下，都建議蟹不能切件烹調。不過蟹是活的，要令蟹不掙扎得斷手斷腳漏油，就要先以酒灌醉，或是以冰水浸到蟹進入昏迷狀態，方能煮出完美的黃油蟹。普遍菜式如蟹粉黃金鍋粑、蟹粉乾撈大排翅、蟹粉小籠包、焗蟹蓋、生滾蟹粥和蟹黃魚肚羹等。